# Edward Dawkins
Edward Dawkins (conocido como Eddie Dawkins; Invercargill, 11 de julio de 1989) es un deportista neozelandés que compite en ciclismo en la modalidad de pista, especialista en las pruebas de velocidad por equipos y keirin.
Participó en dos Juegos Olímpicos de Verano, en los años 2012 y 2016, obteniendo una medalla de plata en Río de Janeiro 2016, en la prueba de velocidad por equipos (haciendo equipo con Ethan Mitchell y Sam Webster), y el quinto lugar en Londres 2012 en la misma prueba.
Ganó 8 medallas en el Campeonato Mundial de Ciclismo en Pista entre los años 2012 y 2017.

## Medallero internacional
| Juegos Olímpicos   | Juegos Olímpicos        | Juegos Olímpicos  | Juegos Olímpicos      |
| Año                | Lugar                   | Medalla           | Competición           |
| ------------------ | ----------------------- | ----------------- | --------------------- |
| 2016               | Río de Janeiro (Brasil) | Medalla de plata  | Velocidad por equipos |
| Campeonato Mundial |                         |                   |                       |
| Año                | Lugar                   | Medalla           | Competición           |
| 2012               | Melbourne (Australia)   | Medalla de bronce | Velocidad por equipos |
| 2013               | Minsk (Bielorrusia)     | Medalla de plata  | Velocidad por equipos |
| 2014               | Cali (Colombia)         | Medalla de oro    | Velocidad por equipos |
| 2015               | Saint-Quentin (Francia) | Medalla de plata  | Velocidad por equipos |
| 2015               | Saint-Quentin (Francia) | Medalla de plata  | Keirin                |
| 2016               | Londres (Reino Unido)   | Medalla de oro    | Velocidad por equipos |
| 2016               | Londres (Reino Unido)   | Medalla de plata  | Keirin                |
| 2017               | Hong Kong (China)       | Medalla de oro    | Velocidad por equipos |